# Павловац (биљка)
Павловац (лат. Aremonia agrimonioides) је зељаста биљка која припада скривеносеменицама у породици руже (Rosaceae).

## Опис
Стабљика је усправна или уздижућа, округла, храпаво длакава, висока до 20-30 цм. Ризом је разгранат, дугачак и танак. Листови су сложени, перасти, дуги 10-15 цм, длакави су на обе стране, назубљених рубова, на лицу су зелени, на наличју мало свјетлији. Цветови су двополни, налазе се на дугим дршкама. Окружени су доцветним листовима, чашасте листове чине 5 листића. Цветају у мају и јулу. Плод је го, садржи 1-2 смеђа, гола семена које разносе мрави.

## Распрострањеност
Распрострањен је у средњој и јужној Европи. Расте на хумусним земљиштима, у свиетлим листопадним и мешовитим шумама, на рубовима шума, уз путеве.